# Blejoi, Prahova
Blejoi este satul de reședință al comunei cu același nume din județul Prahova, Muntenia, România. Se află în partea central-sudică a județului, în Câmpia Ploieștilor. Are o stație de cale ferată pe calea ferată Ploiești Sud–Măneciu și este punct de ramificare a drumurilor naționale DN1A și DN1B.
Așezarea este atestată documentar în 1486-1487.